# Hugenottische Diaspora
Die hugenottische Diaspora entstand durch das Abwandern der französischen Protestanten, der sogenannten Hugenotten, in aufnahmebereite protestantische Länder. In Europa waren es insbesondere die Schweiz, Deutschland (speziell Straßburg – damals noch deutsch – und Frankfurt am Main, die Kurfürstentümer Pfalz und Brandenburg, die Herzogtümer Hessen-Kassel und Württemberg), Niederlande (Amsterdam), England, Irland, Schottland, Dänemark und Schweden. Eine sekundäre Wanderung führte in das niederländische Südafrika, in die USA (Boston, New York und Charleston), in das französische Kanada und nach Russland. Die hugenottische Diaspora stärkte die Wirtschaftskraft der Gastländer erheblich und trug auch zur religiösen Toleranz zunächst der verschiedenen protestantischen Glaubensrichtungen untereinander bei. Sie stärkte die Dominanz französischer Sprache und Kultur bis in die napoleonische Zeit hinein.

## Fluchtwellen
Schon die Protestantenverfolgungen unter den französischen Königen Franz I. und Heinrich II. führten ab 1535 zur Flucht französischer Protestanten, die später meist Calvinisten wurden. Ein typisches Beispiel ist der Franzose Jean Calvin selbst, der ab 1536 über Straßburg und Basel nach Genf emigrierte und dort unter dem Schutz der Eidgenossen (= Schweiz) die Reformation durchführte und Genf zu einem Zentrum der Flüchtlinge und zum Mittelpunkt des Calvinismus ausbaute.
Während der Hugenottenkriege 1562–1598 gab es mehrere Fluchtwellen.
Am bekanntesten war jedoch die Fluchtwelle unter dem französischen König Ludwig XIV., der ab 1669 die Hugenotten drangsalieren ließ und die religiöse Toleranz des im Jahr 1598 erlassenen Edikts von Nantes 1685 mit dem Edikt von Fontainebleau aufhob und die evangelischen Gottesdienste verbot. Vor den Verfolgungen der regierenden Katholiken flohen zuerst vor allem die Angehörigen der Oberschicht, später folgten auch weitere Personengruppen wie Handwerker und Bauern. Von 1670 bis 1720 verließen etwa 180.000 Personen das Land.
In London entstand die Bewegung der French prophets, in der die Inspirationen, die prophetischen Reden und die ekstatischen Verzückungen als Teil der Religiosität praktiziert wurden. Missionare dieser Gruppe verbreiteten diese religiösen Formen auf dem Kontinent und haben vor allem den Pietismus stark beeinflusst.
Die ersten Einwanderungsbewilligungen in Deutschland wurden durch den Herzog von Braunschweig 1684 und dem Landgrafen von Hessen-Kassel 1685 erlassen. Die Verteilung der Refugiés betrug bis 1720 wie folgt:
- Brandenburg-Preußen: 20.000 Einwanderer
- Hessen-Kassel: 5.000 Einwanderer
- Hessen-Darmstadt: 2.500 Einwanderer
- Kurpfalz: 3.400 Einwanderer
- Franken: 3.200 Einwanderer
- Württemberg: 2.500 Einwanderer
- Bayreuth: 1.600 Einwanderer

## Niederlassungen in Deutschland

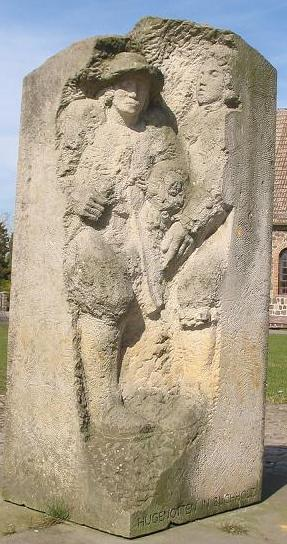
Relief „Hugenotten in Buchholz“. Ulrich Jörke, 1990

Es existierten, zum Teil noch bis heute, einige evangelisch-reformierte Gemeinden, die unter anderem auf eine hugenottische Tradition oder Gründung zurückgehen, in folgenden Orten (Aufzählung nicht vollständig). In einigen Gebieten wie z. B. in Württemberg wurden die Gemeinden jedoch Anfang des 19. Jahrhunderts in die (lutherische) Landeskirche eingegliedert.
- Baden
  - Palmbach (heute zu Karlsruhe) Waldenserort
- Brandenburg
  - Berlin
  - Burg
  - Calbe (Saale)
  - Frankfurt
  - Halberstadt
  - Halle
  - Magdeburg
  - Neuhaldensleben
  - Potsdam
  - Stendal
- Hessen
  - Bad Karlshafen
  - Oberweser (Waldenserorte Gewissensruh, Gottstreu)
  - Frankenberg (Eder) (Orte Ellershausen, Frankenau, Louisendorf [151 Einwohner; Stand Jan.2002])
  - Rauschenberg (Orte Schwabendorf und Wolfskaute)
  - Hertingshausen (Wohratal)
  - Wetter (Hessen)-Todenhausen
  - Hanau
  - Friedrichsdorf
  - Hofgeismar (Orte: Carlsdorf, Kelze, Schöneberg, Friedrichsdorf)
  - Immenhausen (Ort: Mariendorf)
  - Wolfhagen (Leckringhausen)
  - Helsa (Ort: St. Ottilien)
  - Kassel
  - Frankfurt am Main: Deutsch-reformierte Gemeinde, Französisch-reformierte Gemeinde
  - Mörfelden-Walldorf (Stadtteil Walldorf)
  - Neu-Isenburg
  - Ober-Ramstadt (Orte Rohrbach und Wembach-Hahn)
  - Offenbach am Main
  - Schwalmstadt (Frankenhain)
  - Ehringshausen (Orte: Daubhausen und Greifenthal)
- Holstein
  - Altona (heute zu Hamburg)
- Kurpfalz
  - Mannheim-Friedrichsfeld
- Freie Hansestädte
  - Lübeck
- Bayern
  - Bayreuth
  - Erlangen (ev.-ref. Gemeinde, „Hugenottenkirche“)
  - Schwabach
  - Wilhermsdorf (Heute ev.-luth. Nutzung der Kirche)
- Saarland
  - Ludweiler-Warndt (ist Ortsteil von Völklingen)
- Thüringische Staaten
  - Hildburghausen
- Württemberg
  - Großvillars
  - Kleinvillars
  - Perouse (Stadt Rutesheim)
  - Pinache
  - Serres

In Bad Karlshafen gibt es ein Hugenottenmuseum, das Deutsche Hugenotten-Zentrum mit einer genealogischen Forschungseinrichtung sowie die Bibliothek und das Bildarchiv der Deutschen Hugenotten-Gesellschaft.